# Candice Swanepoel
Candice Swanepoel (n. 20 octombrie 1988, Mooi River) este un fotomodel din Africa de Sud.
La vârsta de 15 ani este descoperită într-un târg de vechituri din Durban. Din anul 2007 se află la agenția de modă americană Victoria’s Secret. Ea face reclamă pentru desous prezentate la emisiunea TV Victoria’s Secret Fashion Show. Ea a apărut pe prima pagină a revistelor Elle (iunie 2008), Vogue (octombrie 2005) sau Ocean Drive (noiembrie 2009). Candice mai face reclamă pentru produsele firmelor Trussardi, Diane von Fürstenberg, Dolce & Gabbana și Tommy Hilfiger.